# Club Atlético Boca Juniors 1921
Questa voce raccoglie le informazioni riguardanti il Boca Juniors nelle competizioni della stagione 1921.

## Stagione
Doveva essere un'annata di successi, con una squadra pronta a vincere a ripetizione. Invece, nonostante le uniche tre sconfitte subite in tutta la stagione, l'annata 1921 per il Boca Juniors è caratterizzata da problemi di natura societaria ed economica, e di conseguenza avara di successi sportivi.
Ad inizio anno lo Sportivo del Norte approfitta di alcuni dissapori tra Américo Tesoriere, Alfredo Garasini, Juan Anglese e Dante Pertini con la dirigenza del Boca per ottenere il loro trasferimento. La perdita soprattutto di Tesoriere (che però tornerà nella stagione successiva) è un durissimo colpo per i tifosi e i soci della institución. Nel corso del 1921 saranno 600 i soci che abbandoneranno il Boca Juniors, dal cui addio ne deriva una grave crisi societaria ed economica. Il presidente Emilio Gagliolo non riesce più a sostenere il peso della presidenza e si dimette dall'incarico il 21 novembre 1921; al suo posto viene nominato, con incarico ad interim, Agustín Cassinelli (1° consigliere nella Comisión Directiva del Boca Juniors). Cassinelli deve affrontare una gravissima crisi, dato che anche la maggioranza della stessa Commissione abbandona il suo incarico: l'unica soluzione è convocare un'assemblea straordinaria dei soci del Boca per nominare una Commissione di emergenza con un presidente "traghettatore" verso nuove elezioni. Il 21 dicembre 1921 l'assemblea straordinaria nomina Juan Fernández come presidente della Commissione di emergenza. Fernández svolge perfettamente il suo compito: rimette a posto i conti societari e indice nuove elezioni presidenziali per il gennaio 1922. Le "basi" per il futuro rilancio del Boca Juniors sono al loro posto.
E' normale che in tale contesto, e con l'addio di elementi di peso come Tesoriere e Garasini, gli Xeneizes non ottengano i risultati delle stagioni precedenti. In verità il Boca Juniors perde soltanto 3 partite su 18 in tutto il campionato, ma non riesce mai a lottare per il titolo (che sarà vinto per la prima volta nella sua storia dall'Huracán). A sostituire Tesoriere tra i pali ci pensa il giovane Rosario Galeano, cresciuto dalle giovanili, mentre nel reparto offensivo viene preso, in sostituzione di Garasini, Joaquín Mange. Come sintomo del caos societario basti solo accennare al fatto che, soltanto in campionato, saranno 30 i giocatori totali schierati lungo l'arco delle 18 partite. Insomma, non si riesce a trovare la quadra per competere.
Neanche in Copa Competencia le cose vanno per il verso giusto. Dopo il passaggio del turno contro due squadre di División Intermedia, ai quarti di finale il Boca Juniors non ha i mezzi per contrastare un'Huracán in forma smagliante.

### Superclásico
In questa stagione il Boca Juniors non ha affrontato il River Plate. Il Superclásico tornerà ad essere giocato in una gara ufficiale soltanto nel 1927.

## Maglie e sponsor
Con la stagione 1921 è la prima divisa a vedere modificato il colore dei pantaloncini, passando dal bianco al colore blu.
| 1ª divisa | 2ª divisa |

## Rosa
| N. |                      | Ruolo | Calciatore          |
| -- | -------------------- | ----- | ------------------- |
|    | Argentina (bandiera) | P     | Rosario Galeano     |
|    | Argentina (bandiera) | D     | Victorio Capelletti |
|    | Argentina (bandiera) | D     | Antonio Cortella    |
|    | Argentina (bandiera) | D     | Domingo Costa       |
|    | Argentina (bandiera) | D     | Pablo Hamelick      |
|    | Argentina (bandiera) | D     | Juan Mainardi       |
|    | Argentina (bandiera) | D     | José Ortega         |
|    | Argentina (bandiera) | D     | Marcial Procelli    |
|    | Argentina (bandiera) | C     | Alberto Allan       |
|    | Argentina (bandiera) | C     | Dionisio Becaas     |
|    | Argentina (bandiera) | C     | Mario Busso         |
|    | Argentina (bandiera) | C     | José Dodino         |
|    | Argentina (bandiera) | C     | Alfredo Elli        |
|    | Argentina (bandiera) | C     | Alfredo López       |
|    | Argentina (bandiera) | A     | Enrique Bertolini   |
|    | Argentina (bandiera) | A     | Pablo Bozzo         |

| N. |                      | Ruolo | Calciatore           |
| -- | -------------------- | ----- | -------------------- |
|    | Argentina (bandiera) | A     | Enrique Brichetto    |
|    | Argentina (bandiera) | A     | Pedro Calomino       |
|    | Argentina (bandiera) | A     | Leonardo Fabiano     |
|    | Argentina (bandiera) | A     | Sebastián Fabiano    |
|    | Argentina (bandiera) | A     | Juan Manuel Ferreyra |
|    | Argentina (bandiera) | A     | Joaquín Mange        |
|    | Argentina (bandiera) | A     | Evaristo Marchesse   |
|    | Argentina (bandiera) | A     | Luis Margaressi      |
|    | Argentina (bandiera) | A     | Alfredo Martín       |
|    | Argentina (bandiera) | A     | Luis Mastropascua    |
|    | Argentina (bandiera) | A     | Juan Pisa            |
|    | Argentina (bandiera) | A     | Armando Rey          |
|    | Argentina (bandiera) | A     | Antonio Sánchez      |
|    | Argentina (bandiera) | A     | Alfredo Sevesi       |
|    | Argentina (bandiera) | A     | Antonio Valente      |
|    | Argentina (bandiera) | A     | Luis Vecchia         |

## Calciomercato

### Operazioni esterne alle sessioni
| Acquisti         | Acquisti             | Acquisti         | Acquisti         |
| Altre operazioni | Altre operazioni     | Altre operazioni | Altre operazioni |
| R.               | Nome                 | da               | Modalità         |
| ---------------- | -------------------- | ---------------- | ---------------- |
| D                | Domingo Costa        | -                | -                |
| D                | Pablo Hamelick       | -                | -                |
| D                | Marcial Procelli     | -                | -                |
| C                | Alberto Allan        | -                | -                |
| C                | José Dodino          | -                | -                |
| A                | Leonardo Fabiano     | -                | -                |
| A                | Sebastián Fabiano    | -                | -                |
| A                | Juan Manuel Ferreyra | -                | -                |
| A                | Joaquín Mange        | -                | -                |
| A                | Evaristo Marchesse   | -                | -                |
| A                | Luis Margaressi      | -                | -                |
| A                | Luis Mastropascua    | -                | -                |
| A                | Juan Pisa            | -                | -                |
| A                | Armando Rey          | -                | -                |
| A                | Alfredo Sevesi       | -                | -                |
| A                | Luis Vecchia         | -                | -                |

| Cessioni         | Cessioni           | Cessioni           | Cessioni         |
| Altre operazioni | Altre operazioni   | Altre operazioni   | Altre operazioni |
| R.               | Nome               | a                  | Modalità         |
| ---------------- | ------------------ | ------------------ | ---------------- |
| P                | Antonio Mancinelli | -                  | -                |
| P                | Américo Tesoriere  | Sportivo del Norte | -                |
| P                | Juan Saliva        | -                  | -                |
| D                | Juan Anglese       | Sportivo del Norte | -                |
| C                | Ricardo Balbi      | -                  | -                |
| D                | Pablo La Palma     | -                  | -                |
| A                | Zoilo Canaveri     | Independiente      | -                |
| A                | Antonio Cerroti    | -                  | -                |
| A                | Domingo Costa      | -                  | -                |
| A                | Felipe Galíndez    | Sp. Barracas       | -                |
| A                | Alfredo Garasini   | Sportivo del Norte | -                |
| A                | Marcelino Marínez  | -                  | -                |
| A                | Pedro Miranda      | -                  | -                |
| A                | Dante Pertini      | Sportivo del Norte | -                |
| A                | Carmelo Pozzo      | -                  | -                |
| A                | Alfredo Taggino    | -                  | -                |

## Risultati

### Copa Campeonato
| Buenos Aires 25 aprile 1921 1ª giornata | Nueva Chicago | 0 – 0 referto | Boca Juniors | Stadio del Nueva Chicago\| Arbitro: \| Repossi \| |
| Arbitro:                                | Repossi       |               |              |                                                   |

| Arbitro: | Sotelo |

|             |           |             |
| Vecchia 88’ | Marcatori | 10’ Mércoli |

| Arbitro: | Alsieride |

|  |           |             |
|  | Marcatori | 35’ Vecchia |

| Arbitro: | Repossi |

|                     |           |  |
| Bozzo 10’ Mange 71’ | Marcatori |  |

| Arbitro: | Diez |

|                      |           |          |
| Masse 30’ Candal 85’ | Marcatori | 55’ Pisa |

| Arbitro: | Repossi |

|                       |           |                   |
| Pisa 70’ Ferreyra 80’ | Marcatori | 65’, 74’ Dannaher |

| Arbitro: | Sotelo |

|  |           |          |
|  | Marcatori | 88’ Pisa |

| Arbitro: | Sotelo |

|               |           |                   |
| Sacarello 30’ | Marcatori | 27’ Pisa 76’ Elli |

| Arbitro: | Sotelo |

|              |           |                                                             |
| Ruggiero 70’ | Marcatori | 18’ Calomino 36’ Cortella 41’ Bozzo 66’ Mange 78’ Brichetto |

| Buenos Aires 10 luglio 1921 10ª giornata | Del Plata | 0 – 0 referto | Boca Juniors | Stadio de Ministro Brin y Senguel\| Arbitro: \| Repossi \| |
| Arbitro:                                 | Repossi   |               |              |                                                            |

| Arbitro: | Yametti |

|                                                    |           |                            |
| Bozzo 10’ Mange 23’ Ballaratti 32’ (aut.) Pisa 39’ | Marcatori | 1’ Ballaratti 55’ Calandra |

| Arbitro: | Thiem |

|           |           |  |
| Bozzo 81’ | Marcatori |  |

| Arbitro: | Maffioli |

|            |           |                               |
| García 69’ | Marcatori | 44’ Bertolini 87’ (rig.) Pisa |

| Arbitro: | Thiem |

|                             |           |              |
| Pisa 1’ Calomino 37’ (rig.) | Marcatori | 30’ Galíndez |

| Arbitro: | Bienner |

|                     |           |  |
| Bozzo 25’, 27’, 88’ | Marcatori |  |

| Arbitro: | Langheneim |

|                          |           |                               |
| Bozzo 10’ L. Fabiano 64’ | Marcatori | 23’ Strittmatter 40’ Bertagni |

| Arbitro: | Tenconi |

|           |           |                         |
| Bozzo 55’ | Marcatori | 10’ A. López 41’ Varela |

| Arbitro: | Repossi |

|                   |           |  |
| Dannaher 44’, 71’ | Marcatori |  |

### Copa Competencia

#### Prima fase
| Arbitro: | Nervi |

|         |           |  |
| Pisa 5’ | Marcatori |  |

### Fase finale
| Arbitro: | Repossi |

|          |           |  |
| Pisa 84’ | Marcatori |  |

| Arbitro: | Pérez |

|                     |           |                  |
| Calomino 60’ (rig.) | Marcatori | 1’, 13’ Dannaher |

## Statistiche

### Statistiche di squadra
| Competizione     | In casa | In casa | In casa | In casa | In casa | In casa | In trasferta | In trasferta | In trasferta | In trasferta | In trasferta | In trasferta | Totale | Totale | Totale | Totale | Totale | Totale | DR  |
| Competizione     | G       | V       | N       | P       | Gf      | Gs      | G            | V            | N            | P            | Gf           | Gs           | G      | V      | N      | P      | Gf     | Gs     | DR  |
| ---------------- | ------- | ------- | ------- | ------- | ------- | ------- | ------------ | ------------ | ------------ | ------------ | ------------ | ------------ | ------ | ------ | ------ | ------ | ------ | ------ | --- |
| Copa Campeonato  | 9       | 5       | 3       | 1       | 19      | 9       | 9            | 5            | 2            | 2            | 12           | 7            | 18     | 10     | 5      | 3      | 30     | 17     | +13 |
| Copa Competencia | 3       | 2       | 0       | 1       | 3       | 2       | 0            | 0            | 0            | 0            | 0            | 0            | 3      | 2      | 0      | 1      | 3      | 2      | +1  |
| Totale           | 12      | 7       | 3       | 2       | 22      | 11      | 9            | 5            | 2            | 2            | 12           | 7            | 21     | 12     | 5      | 4      | 33     | 19     | +14 |

### Statistiche individuali
| Giocatore       | Copa Campeonato | Copa Campeonato | Copa Campeonato | Copa Campeonato | Copa Competencia | Copa Competencia | Copa Competencia | Copa Competencia | Totale   | Totale | Totale      | Totale     |
| Giocatore       | Presenze        | Reti            | Ammonizioni     | Espulsioni      | Presenze         | Reti             | Ammonizioni      | Espulsioni       | Presenze | Reti   | Ammonizioni | Espulsioni |
| --------------- | --------------- | --------------- | --------------- | --------------- | ---------------- | ---------------- | ---------------- | ---------------- | -------- | ------ | ----------- | ---------- |
| A. Allan        | 1               | 0               | 0               | 0               | 1                | 0                | 0                | 0                | 2        | 0      | 0           | 0          |
| D. Becaas       | 1               | 0               | 0               | 0               | 0                | 0                | 0                | 0                | 1        | 0      | 0           | 0          |
| E. Bertolini    | 2               | 1               | 0               | 0               | 1                | 0                | 0                | 0                | 3        | 1      | 0           | 0          |
| P. Bozzo        | 16              | 9               | 0               | 0               | 4                | 0                | 0                | 0                | 20       | 9      | 0           | 0          |
| E. Brichetto    | 2               | 1               | 0               | 0               | 0                | 0                | 0                | 0                | 2        | 1      | 0           | 0          |
| M. Busso        | 17              | 0               | 0               | 0               | 2                | 0                | 0                | 0                | 19       | 0      | 0           | 0          |
| P. Calomino     | 12              | 2               | 0               | 0               | 2                | 1                | 0                | 0                | 14       | 3      | 0           | 0          |
| V. Capelletti   | 3               | 0               | 0               | 0               | 1                | 0                | 0                | 0                | 4        | 0      | 0           | 0          |
| A. Cortella     | 13              | 1               | 0               | 0               | 2                | 0                | 0                | 0                | 15       | 1      | 0           | 0          |
| D. Costa        | 10              | 0               | 0               | 0               | 4                | 0                | 0                | 0                | 14       | 0      | 0           | 0          |
| J. Dodino       | 0               | 0               | 0               | 0               | 2                | 0                | 0                | 0                | 2        | 0      | 0           | 0          |
| A. Elli         | 16              | 1               | 0               | 0               | 2                | 0                | 0                | 0                | 18       | 1      | 0           | 0          |
| L. Fabiano      | 7               | 1               | 0               | 0               | 2                | 0                | 0                | 0                | 9        | 1      | 0           | 0          |
| S. Fabiano      | 2               | 0               | 0               | 0               | 2                | 0                | 0                | 0                | 4        | 0      | 0           | 0          |
| J.M. Ferreyra   | 3               | 1               | 0               | 0               | 0                | 0                | 0                | 0                | 3        | 1      | 0           | 0          |
| R. Galeano      | 18              | 0               | 0               | 0               | 4                | 0                | 0                | 0                | 22       | 0      | 0           | 0          |
| P. Hamelick     | 1               | 0               | 0               | 0               | 0                | 0                | 0                | 0                | 1        | 0      | 0           | 0          |
| A. López        | 18              | 0               | 0               | 0               | 3                | 0                | 0                | 0                | 21       | 0      | 0           | 0          |
| J. Mainardi     | 3               | 0               | 0               | 0               | 1                | 0                | 0                | 0                | 4        | 0      | 0           | 0          |
| J. Mange        | 17              | 3               | 0               | 0               | 4                | 0                | 0                | 0                | 21       | 3      | 0           | 0          |
| E. Marchesse    | 2               | 0               | 0               | 0               | 0                | 0                | 0                | 0                | 2        | 0      | 0           | 0          |
| L. Margaressi   | 1               | 0               | 0               | 0               | 0                | 0                | 0                | 0                | 1        | 0      | 0           | 0          |
| A. Martín       | 3               | 0               | 0               | 0               | 1                | 0                | 0                | 0                | 4        | 0      | 0           | 0          |
| L. Mastropascua | 1               | 0               | 0               | 0               | 0                | 0                | 0                | 0                | 1        | 0      | 0           | 0          |
| J. Ortega       | 6               | 0               | 0               | 0               | 0                | 0                | 0                | 0                | 6        | 0      | 0           | 0          |
| J. Pisa         | 13              | 7               | 0               | 0               | 4                | 3                | 0                | 0                | 17       | 10     | 0           | 0          |
| M. Procelli     | 1               | 0               | 0               | 0               | 0                | 0                | 0                | 0                | 1        | 0      | 0           | 0          |
| A. Rey          | 1               | 0               | 0               | 0               | 0                | 0                | 0                | 0                | 1        | 0      | 0           | 0          |
| A. Sánchez      | 3               | 0               | 0               | 0               | 1                | 0                | 0                | 0                | 4        | 0      | 0           | 0          |
| A. Sevesi       | 0               | 0               | 0               | 0               | 1                | 0                | 0                | 0                | 1        | 0      | 0           | 0          |
| A. Valente      | 1               | 0               | 0               | 0               | 0                | 0                | 0                | 0                | 1        | 0      | 0           | 0          |
| L. Vecchia      | 4               | 2               | 0               | 0               | 0                | 0                | 0                | 0                | 4        | 2      | 0           | 0          |